# Кобда
Ко́бда (каз. Қобда) — село, центр Хобдинського району Актюбінської області Казахстану. Адміністративний центр та єдиний населений пункт Булацького сільського округу.
У радянські часи село називалось Новоалексієвка.
Населення — 5943 особи (2021; 5244 у 2009, 5288 у 1999, 5165 у 1989).